# Soft Cell
Soft Cell je bio britanski sastav koji su u Leedsu 1979. godine osnovali Marc Almond (Peter Mark Sinclair Almond, rođen 1957.) i Dave Ball (rođen 1959.) Soft Cell izdaje prvi album 1980. ali se proslavlja tek sljedeće godine sa singlom "Tainted Love", obradi istoimene pjesme Glorie Jones s kojom su došli na prva mjesta po slušanosti u Ujedinjenoj Kraljevini i još 16 zemalja te su bili 40 tjedana na ljestvici Billboard.  Duo je izdao tri originalna albuma i jedan remix.  Bili su nadahnuti disco glazbom i glam rockom. Njihovi tekstovi su često opisivali tamne strane seksualnog života. Sastav je imao kratkotrajnu ali uspješnu karijeru prije nego što su se razišli 1984. Poslije nekoliko solo projekata do ponovnog združivanja dolazi 2001. godine. Koncert za koji su tvrdili da im je posljednji održan je u Londonu 2018. godine. Globalno su prodali više od deset milijuna ploča.

## Diskografija
Studijski albumi
- Non-Stop Erotic Cabaret (1981.)
- Non-Stop Ecstatic Dancing (1982.)
- The Art of Falling Apart (1983.)
- This Last Night in Sodom (1984.)
- Cruelty Without Beauty (2002.-)

Live albumi
- Live (2003.) (live)
- At the BBC (200.3) (live)
- Say Hello Wave Goodbye: Live (2005.) (live)

Kompilacije
- The Singles (1986.)
- Memorabilia – The Singles (1991.)
- Down in the Subway (1994.)
- The Twelve Inch Singles  (2001.)
- The Very Best of Soft Cell (2002.)
- Heat: The Remixes (2CD collection of new remixes) (2008.)